# OQ Весов
OQ Весов (лат. OQ Librae) — одиночная переменная звезда в созвездии Весов на расстоянии (вычисленном из значения параллакса) приблизительно 3580 световых лет (около 1098 парсеков) от Солнца. Видимая звёздная величина звезды — от +12,1m до +10,9m.

## Характеристики
OQ Весов — пульсирующая полуправильная переменная звезда типа SRB (SRB).